# تل الجادور
تل الجادور يقع تل الجادور وسط مدينة (السلط) حاليا وهو جبل يقف على بداية وادي شعيب وينبع من أسفل التل عين الجادور، وردت كلمة جدار الاسم القديم لتل الجادور في كتاب حرب اليهود 70م، وفي زمن الرومان عندما قسم بومبي بلاد الشام وأسس الولاية السورية وقام حاكم الولاية بتقسيم المملكة الحشمونية إلى خمس مناطق كان منها الجادور. وتجدر الإشارة إلى وجود مقام ديني للنبي جاد, حيث يقال أن التل أخذ التسمية من وجود المقام.

## الأهمية الأثرية
يعتبر تل الجادور من أهم التلال الاثريه في محافظة البلقاء وقد ورد اسم الموقع في المصادر القديمة أكثر من مره باسم جدار ويضم الموقع آثارا قديمه ترجع لعدة عصور أهمها العصر البرونزي والعصر الروماني والبيزنطي.
ومن خلال الحفريات التي أجريت في الأعوام 2004-2005 تم الكشف عن الجدار الدفاعي الذي يرجع إلى فترة العصر البرونزي الوسيط 2000-1550 قبل الميلاد والذي بني من الحجر الغير مشذب والطين الصلب ويبلغ طول الجدار المكتشف 16.20م وارتفاعه 3.30م وبذلك تكون السلط من أقدم المدن الدفاعية التي أحيطت بسور دفاعي في منطقة الشرق الأوسط.
وقد كشفت التنقيبات عن جزء بسيط من الجدار الذي كان يلتف حول المدينة للدفاع عنها وهو ما يؤكد على التواطن البشري الكثيف في منطقة السلط وما حولها ابان العصور البرونزية وهو ما يشير أيضا إلى الدور الحضاري الذي لعبته في تلك الحقبة الحساسه من تاريخ المنطقة بشكل عام.
ومن المرجح ان وجود الجدار الدفاعي حول المدينة كان سببا في إطلاق التسمية على الموقع حيث أن كلمة الجدار في اللغة تعني السور.كما عثر في الموقع وفي جواره على قبور من العصر البرونزي المبكر التي ترجح إلى نهاية الألف الثالث قبل الميلاد وعثر على حمامات رومانية وقنوات مائية وارضيات فسيفسائية ترجح إلى العصر البيزنطي.
وفد قام المشروع الياباني بتمويل أعمال التنقيب الاثري بالتعاون مع دائرة الاثار العامة ومكتب أثار السلط في موقع الجادور كما قام بتمويل بناء المطل والمظلة الخشبية الجدار فوق الجدار الدفاعي.
كما تم الكشف عن قبرين حفرا بالصخر الطبيعي وقد وجد على عمق 5.5م تعود في فترتها إلى الحقبة الرابعة من العصر البرونزي المبكر.
ولاهمية المكتشفات الاثريه في التل تقرر ان الجزء المكتشف من الجدار والمدافن التي بجانبه جزءا من المطل السياحي المراد تنفيذه ضمن مشروع تطوير وسط مدينة السلط.حيث تم بناءه مظلة خشبيه لحماية المكتشفات من العوامل الجوية كما تم عمل المقاطع الترابيه على شكل مصاطب متدرجه تم اسنادها وتغطيتها بالالواح الخشبية بالإضافة إلى تبليط الساحات والممرات حول الآثار المكتشفة وعمل سياج معدني حول الآثار بالإضافة إلى إنارة الموقع.